# Silke Kraushaar-Pielach
Silke Kraushaar-Pielach (Sonneberg, 10 oktober 1970) is een voormalig Duits rodelaarster.
Kraushaar-Pielach won goud tijdens de Olympische Winterspelen 1998 in het Japanse Nagano. Vier jaar later in Salt Lake City won Kraushaar-Pielach de bronzen medaille achter haar landgenoten Sylke Otto en Barbara Niedernhuber. Tijdens de Olympische Winterspelen 2006 maakte Kraushaar-Pielach haar set klaar van de medailles in alle drie de kleuren met de zilveren medaille achter landgenote Sylke Otto, Tatjana Hüfner maakte het Duitse podium compleet.
Op de wereldkampioenschappen won Kraushaar-Pielach individueel in 2004 de wereldtitel en twee zilveren en twee bronzen medailles.
Kraushaar-Pielach won in totaal vijf maal het eindklassement van de wereldbeker rodelen.

## Resultaten

### Wereldkampioenschappen
| Jaar | Plaats       | Resultaat                     |
| ---- | ------------ | ----------------------------- |
| 1997 | Igls         | landenwedstrijd               |
| 1999 | Königssee    | landenwedstrijd               |
| 2000 | Sankt Moritz | landenwedstrijd               |
| 2001 | Calgary      | individueel · landenwedstrijd |
| 2003 | Sigulda      | individueel                   |
| 2004 | Nagano       | individueel                   |
| 2007 | Igls         | individueel · landenwedstrijd |
| 2008 | Oberhof      | individueel                   |

### Olympische Winterspelen
| Jaar | Plaats         | Resultaat   |
| ---- | -------------- | ----------- |
| 1998 | Nagano         | individueel |
| 2002 | Salt Lake City | individueel |
| 2006 | Turijn         | individueel |

1964: Ortrun Enderlein ·
1968: Erica Lechner ·
1972: Anna-Maria Müller ·
1976: Margit Schumann ·
1980: Vera Sosoelja ·
1984: Steffi Walter-Martin ·
1988: Steffi Walter-Martin ·
1992: Doris Neuner ·
1994: Gerda Weissensteiner ·
1998: Silke Kraushaar ·
2002: Sylke Otto ·
2006: Sylke Otto ·
2010: Tatjana Hüfner ·
2014: Natalie Geisenberger ·
2018: Natalie Geisenberger ·
2022: Natalie Geisenberger
- Gemeinsame Normdatei: 121906000
- International Standard Name Identifier: 0000 0000 1230 3376
- Virtual International Authority File: 55015609